# Christian Braun
Christian Nicholas Braun (ur. 17 kwietnia 2001 w Burlington) – amerykański koszykarz występujący na pozycji rzucającego obrońcy, aktualnie zawodnik Denver Nuggets.
W 2019 został wybrany najlepszym koszykarzem szkół średnich stanu Kansas (Mr. Kansas Basketball, Kansas Gatorade Player of the Year).

## Osiągnięcia
Stan na 21 czerwca 2023, na podstawie, o ile nie zaznaczono inaczej.

### NCAA
- Mistrz:
  - NCAA (2022)
  - turnieju konferencji Big 12 (2022)
  - sezonu regularnego Big 12 (2020, 2022)
- Uczestnik rozgrywek II rundy turnieju NCAA (2021, 2022)
- Zaliczony do:
  - I składu:
    - najlepszych pierwszorocznych zawodników Big 12 (2020)
    - turnieju:
      - Big 12 (2022)
      - NCAA All-Midwest Region (2022)
      - ESPN Events Invitational (2021)

    - Academic All-Big 12 (2021, 2022)

  - II składu Big 12 (2022)
  - składu honorable mention All-Big 12 (2021)
- Zawodnik kolejki Big 12 (28.12.2020, 6.12.2021)
- Lider Big 12 w liczbie rozgrywanych minut (2022 – 1374)

### NBA
- Mistrz NBA (2023)[4]